# 김태종 (배우)
김태종(1964년 10월 28일 ~ )은 대한민국의 배우이다.

## 데뷔
1983년 연극배우 첫 데뷔하였고 1988년 뮤지컬배우 데뷔하였다.

## 학력
- 인천대학교 체육과

## 출연작

### 드라마
- 1995년 《모래시계》
- 1995년 《코리아게이트》
- 1995년 《제4공화국》
- 2000년 《덕이》
- 2001년 《웬만해선 그들을 막을 수 없다》... 각종 단역
- 2001년 《상도》
- 2002년 《야인시대》... 일본군 헌병 대위 역
- 2002년 《매직키드 마수리》... 형사 역
- 2002년 《장희빈》
- 2003년 《TV로 보는 원작동화 - 자전거 도둑》... 남자 역
- 2003년 《올인》
- 2003년 《무인시대》... 김덕강 역
- 2003년 《실화극장 죄와 벌》 ... 각종 단역
- 2003년 《대장금》
- 2004년 《북경, 내 사랑》... 단역
- 2004년 《장길산》
- 2004년 《영웅시대》
- 2004년 《불멸의 이순신》
- 2004년 《두번째 프러포즈》
- 2004년 《해신》... 단역
- 2005년 《제5공화국》... 육군 제20기계화보병사단장, 국군보안사령관 박준병 장군 역
- 2005년 《불멸의 이순신》... 선전관 역
- 2005년 《현장기록 형사》
- 2005년 《솔로몬의 선택》... 단역
- 2005년 《슬픔이여 안녕》... 경리부장 역
- 2005년 《이 죽일 놈의 사랑》
- 2005년 《현장기록 형사》
- 2006년 《서울1945》
- 2006년 《인생이여 고마워요》... 술주정뱅이 역
- 2006년 《걱정하지마》... 술주정뱅이 역
- 2006년 《별난여자 별난남자》
- 2006년 《사랑도 리필이 되나요?》... 택시기사 역
- 2006년 《거침없이 하이킥》... 택시기사 역
- 2007년 《주몽》
- 2007년 《순옥이》
- 2007년 《대조영》... 신라장수, 동명천제단 단원 역
- 2008년 《대왕 세종》... 시전 상인 역
- 2008년 《이산》... 금위영대장 신권호 역
- 2008년 《쾌도 홍길동》
- 2010년 《자이언트》... 주식투자자 역
- 2010년 《대물》... 성남시청 의원 역
- 2011년 《짝패》
- 2011년 《공주의 남자》... 내금위장 역
- 2011년 《계백》... 관아관리 역
- 2012년 《골든타임》
- 2012년 《마의》... 사헌부 지평 역
- 2013년 《천명: 조선판 도망자 이야기》... 대윤 역
- 2013년 《은희》... 정비사 역
- 2014년 《백년의 신부》
- 2014년 《왕의 얼굴》... 진안현감 역
- 2014년 《일편단심 민들레》... 영업부장 역

### 영화
- 1990년 《쫄병 군단》
- 1990년 《꼭지딴》
- 1991년 《코리언 보이》
- 1991년 《장군의 아들 2》
- 1992년 《복수혈전》
- 1992년 《시라소니》... 빠꾸탄 역
- 1992년 《영구와 흡혈귀 드라큐라》... 드라큘라 역
- 1992년 《영자야 울지마라》
- 1992년 《알라뷰 영자》
- 1993년 《용호의 권》
- 2002년 《해안선》... 준대장 역
- 2005년 《연애의 목적》... 경찰 2 역
- 2017년 《쇠파리》... 총선출마인 역

### 연극
- 2009년 《시크릿》
- 2012년 《해피투게더》
- 2012년 《풀하우스》